# Iouli Raïzman
Pour l’article homonyme, voir Maurice Raizman.
Iouli Iakovlevitch Raïzman (en russe : Юлий Яковлевич Райзман) est un réalisateur soviétique né le 15 décembre 1903 à Riga et mort le 11 décembre 1994  à Moscou. Récipiendaire du Prix Staline à six reprises, Artiste du peuple de l'URSS.

## Biographie
Raïzman est diplômé de l'Université d'État de Moscou en 1924 et commence à travailler comme assistant réalisateur chez Yakov Protazanov à la société de production cinématographique Mezhrabpom-Rus. En 1926, il est engagé par Gosvoenkino et Vostokkino. En 1931, il devient réalisateur chez Mosfilm, puis, à partir de 1948, travaille au Riga Film Studio.
À l'Exposition universelle de 1937, il reçoit le Grand prix pour le film La Dernière Nuit (1936).
En 1944-1946, il enseigne à l'Institut national de la cinématographie. Le titre de professeur lui est attribué en 1960.
Son film Berlin est reconnu meilleur long métrage documentaire au Festival de Cannes en 1946.
En 1951, un Globe de cristal lui est remis au Festival international du film de Karlovy Vary pour le film Le Chevalier à l'étoile d'or.
En 1982, son film La Vie privée est nommé pour l'Oscar du meilleur film en langue étrangère et reçoit parmi d'autres récompenses le prix spécial de la Mostra de Venise. L'année suivante, ce même film apporte à Raizman le prix d'État de l'URSS.
En 1988, son œuvre dans son ensemble est récompensée par le prix Nika.
Le réalisateur meurt à Moscou le 11 décembre 1994 et est inhumé au cimetière Troïekourovskoïe aux côtés de sa femme morte en 1991.

## Récompenses
- prix Staline de 2e classe (1941), pour le film La Dernière Nuit (1936)
- prix Staline de 2e classe (1943), pour le film Machenka (1942)
- prix Staline de 1er classe (1946), pour le film documentaire Sur la question d'une trêve avec la Finlande (1944)
- prix Staline de 1er classe (1946), pour le film documentaire Berlin (1945)
- prix Staline de 2e classe (1950), pour le film Rainis (1949)
- prix Staline de 1er classe (1952), pour le film Le Chevalier à l'étoile d'or (1950)
- prix d'État de l'URSS (1983), pour le film La Vie privée (1982)
- Héros du travail socialiste (1973)
- Artiste du peuple de l'URSS (1964)
- prix des Frères Vassiliev (1986), pour le film Le Temps des désirs (1984)
- ordre de Lénine (1967, 1973)
- ordre du Drapeau rouge du Travail (1950, 1963)
- ordre de l'Insigne d'honneur (1983)
- ordre de la révolution d'Octobre (1983)
- ordre de l'Amitié des peuples (1983)
- Globe de cristal du Festival de Karlovy Vary (1951), pour le film Le Chevalier à l'étoile d'or (1950)
- Nika (1987), dans la catégorie Honneur et Dignité

## Filmographie

### Comme réalisateur
- 1927 : Le Cercle (Круг, Krug)
- 1928 : Le Bagne (ru) (Каторга, Katorga)
- 1930 : La Terre a soif (ru) (Земля жаждет, Zemlya zhazhdet)
- 1932 : Récit sur Omar Khaptsoko (ru) (,Рассказ об Умаре Хапцоко Rasskaz ob Umare Khaptsoko)
- 1935 : Les Aviateurs (Лётчики, Liotchiki)
- 1936 : La Dernière Nuit (Последняя ночь) avec Dmitri Vassiliev
- 1939 : Terres défrichées (ru) (Podnyataya tselina)
- 1942 : Machenka (Машенька)
- 1944 : Le Ciel de Moscou (ru) (Nebo Moskvy) avec Alexandre Ptouchko
- 1944 : Sur la question d'une trêve avec la Finlande (К вопросу о перемирии с Финляндией, K voprosu o peremirii s Finlyandiey)
- 1945 : Berlin (Берлин)
- 1947 : Le train va vers l'est (Поезд идёт на восток, Poyezd idyot na vostok)
- 1949 : Rainis (lv)
- 1950 : Le Chevalier à l'étoile d'or (Кавалер Золотой Звезды)
- 1955 : Une leçon de vie (ru) (Урок жизни, Urok zhizni)
- 1958 : Le Communiste (Коммунист)
- 1961 : Et si c'était l'amour (А если это любовь?, A esli eto lyubov?)
- 1967 : Ton contemporain (Твой современник, Tvoy sovremennik)
- 1972 : Une visite de courtoisie (ru) (Визит вежливости, Vizit vezhlivosti)
- 1977 : Une femme étrange (Странная_женщина, Strannaya zhenshchina)
- 1982 : La Vie privée (Частная жизнь)
- 1984 : Le Temps des désirs (Время желаний)

### Comme directeur artistique
- 1959 : Irréductibles (Неподдающиеся) de Youri Tchoulukine

### Comme acteur
- 1925 : La Fièvre des échecs (Шахматная горячка, Shakhmatnaïa goriachka) de Vsevolod Poudovkine : apothicaire